# 자동 협상
자동 협상(auto negotiation), 자동 교섭은 2개의 상호 연결된 장치가 공통된 전송 파라미터(예: 속도, 이중통신 모드, 흐름 제어)를 선택하도록 하는 이더넷 오버 트위스티드 페어에 의해 사용되는 시그널링 매커니즘이자 절차이다. 이 과정에서 연결된 장치들은 먼저 이 파라미터들과 관련한 자신들의 능력치를 공유한 다음 이들이 지원하는 최고 성능 전송 모드를 선택한다.
자동 협상은 IEEE 802.3의 28절에 정의되어 있으며. 원래 고속 이더넷 표준의 선택적 구성요소였다. 10BASE-T에 쓰이는 NLP(normal link pulses)와 하위 호환된다. 이 프로토콜은 기가비트 이더넷 표준에서 대폭 확장되었으며 1000BASE-T 기가비트 이더넷 오버 트위스티드 페어에 대해서는 필수 조건이다.
OSI 모델에서 자동 협상은 물리 계층에 속한다.

## 우선 순위
| 1  | 40GBASE  | -T  | full duplex |
| 2  | 25GBASE  | -T  | full duplex |
| 3  | 10GBASE  | -T  | full duplex |
| 4  | 5GBASE   | -T  | full duplex |
| 5  | 2.5GBASE | -T  | full duplex |
| 6  | 1000BASE | -T  | full duplex |
| 7  | 1000BASE | -T  | half duplex |
| 8  | 100BASE  | -T2 | full duplex |
| 9  | 100BASE  | -TX | full duplex |
| 10 | 100BASE  | -T2 | half duplex |
| 11 | 100BASE  | -T4 | half duplex |
| 12 | 100BASE  | -TX | half duplex |
| 13 | 10BASE   | -T  | full duplex |
| 14 | 10BASE   | -T  | half duplex |